# British Home Championship 1886
Navigation
Édition précédente Édition suivante
Le British Home Championship 1885-1886 est la troisième saison du British Home Championship, une compétition de football regroupant les nations constitutives du Royaume-Uni, l'Angleterre, l'Écosse, l'Irlande et le pays de Galles. L'Écosse remporte pour la troisième fois consécutivement l'épreuve mais cette fois-ci ex æquo avec l'Angleterre. En effet, les deux premières équipes terminent la compétition à égalité au nombre de points acquis. Le départage à la différence de buts ne sera introduit dans la compétition que quatre-vingt années plus tard.

## Organisation
Chaque équipe rencontre les trois autres. Les matchs sont disputés dans le stade choisi par la nation qui s'est déplacée lors de leur dernière opposition. Une victoire fait gagner deux points, un match nul, un.

## Compétition

### Classement
| Rang | Équipe         | Pts | J | G | N | P | Bp | Bc | Diff |
| ---- | -------------- | --- | - | - | - | - | -- | -- | ---- |
| 1    | Écosse         | 5   | 3 | 2 | 1 | 0 | 12 | 4  | +8   |
| 1    | Angleterre     | 5   | 3 | 2 | 1 | 0 | 10 | 3  | +7   |
| 3    | Pays de Galles | 2   | 3 | 1 | 0 | 2 | 7  | 7  | 0    |
| 4    | Irlande        | 0   | 3 | 0 | 0 | 3 | 3  | 18 | -15  |

### Matchs
| 27 février 1886 | Pays de Galles                                                              | 5-0 | Irlande | Racecourse Ground, Wrexham |
|                 | Bill Roberts · Job Wilding · Richard Hersee · Thomas Bryan · Herbert Sisson |     |         |                            |

| 13 mars 1886 | Irlande        | 1-6 | Angleterre                                           | Ulster Cricket Ground, Belfast                             |                                                            |
|              | Jimmy Williams |     | Benjamin Spilsbury · Tinsley Lindley · Fred Dewhurst | Spectateurs : 4 500 Arbitrage : James E. McKillop (Écosse) | Spectateurs : 4 500 Arbitrage : James E. McKillop (Écosse) |

| 20 mars 1886 | Irlande                              | 2-7   | Écosse                                                                                    | Ulster Cricket Ground, Belfast                                   |                                                                  |
|              | John Condy 19e · Samuel Johnston 44e | (2-6) | Charles Heggie 15e 18e 25e 60e · John Lambie 35e · Michael Dunbar 40e · James Gourlay 75e | Spectateurs : 3 000 Arbitrage : George T. Wolstenholme (Irlande) | Spectateurs : 3 000 Arbitrage : George T. Wolstenholme (Irlande) |

| 27 mars 1886 | Écosse                | 1-1   | Angleterre          | Hampden Park, Glasgow                                              |                                                                    |
|              | George Somerville 80e | (0-1) | Tinsley Lindley 35e | Spectateurs : 11 000 Arbitrage : Alexander Hunter (Pays de Galles) | Spectateurs : 11 000 Arbitrage : Alexander Hunter (Pays de Galles) |

| 29 mars 1886 | Pays de Galles | 1-3 | Angleterre                                 | Racecourse Ground, Wrexham |                     |
|              | William Lewis  |     | George Brann · Fred Dewhurst · Andrew Amos | Spectateurs : 7 500        | Spectateurs : 7 500 |

| 10 avril 1886 | Écosse                                                                        | 4-1   | Pays de Galles        | Hampden Park, Glasgow                                   |                                                         |
|               | Bob McCormick 30e · James McCall 47e · David Allan 53e · William Harrower 56e | (1-0) | John Owen Vaughan 88e | Spectateurs : 5 500 Arbitrage : John Sinclair (Irlande) | Spectateurs : 5 500 Arbitrage : John Sinclair (Irlande) |